# Comté de Clermont (Ohio)
Pour les articles homonymes, voir Comté de Clermont.
Le comté de Clermont – en anglais : Clermont County – est un des 88 comtés de l'État de l'Ohio, aux États-Unis.
Son siège est fixé à Batavia.